# Stesilea celebensis
Stesilea celebensis là một loài bọ cánh cứng trong họ Cerambycidae.